# 天竜宮ティルノギア
天竜宮ティルノギア（てんりゅうぐうてぃるのぎあ）
2013年4月開始。REXiが運営するPBWの第4弾。空飛ぶ島スカイドラグーンの住人ドラグナーとなり、世界の脅威「カオス」と戦う冒険物である。舞台は神代七代学園Xの約500年後。魔法やモンスターといったファンタジーの要素と、帆船・火縄銃・活版印刷といった大航海時代の要素が混在する世界である。

## 主なスタッフ[1]
冴島鋭士（さえじま えいじ）
REXiのPBW事業統括責任者。ゲームシステムや根幹設計を担当。
福龍之介（はっぴー　りゅうのすけ）
天竜宮ティルノギアのコンセプトワーカー。基本運営を担当している。
畑下はるこ（はたした　はるこ）
天竜宮ティルノギアのエグゼクティブアドバイザー。
成瀬健（なるせ　けん）
システムエンジニア。
カランコエ（からんこえ）
シナリオディレクター。
あつし（あつし）
シナリオディレクター。

## 世界観[2][3]
舞台は精霊暦16世紀のコモンヘイム（CommonHeimr）。技術レベルは活版印刷、外洋航海可能な帆船、火縄銃が存在し、現実世界の大航海時代に似ている。しかし、魔法が使えたり、ゴブリンやオーガといったモンスターが存在するファンタジー世界である。
物語は、ユーロ上空を飛ぶ不思議な島スカイドラグーン(SkyDragoon)が発見されたことから始まる。プレイヤーキャラクターは、スカイドラグーンの主を名乗る謎の少女メル(Mel)に招待され、英雄ドラグナーとしてスカイドラグーンに住むことになる。ドラグナーの使命は、コモンクルス(人間を含む知的種族)の精神を歪め、狂わせ、暴走させる謎の脅威カオスと戦い、これを排除すること。一方で、コモンヘイム各地には伝説の地があり、未知の地域を探検したり謎を解き明かすといった冒険もできる。何より、スカイドラグーンとそこに眠るといわれる宝物ティルノギア(Tir-no-gear）が最大の謎である。

## キャラクタークラス
ヴォルセルク Wolserkr（狼を纏う者）
身体能力に優れ、武器と防具を駆使して戦う、いわゆる戦士クラス。
エンダール Endall（神秘を知る者）
怪我の回復や防御の魔法を得意とする、いわゆる僧侶クラス。
パドマ Padmas（四季を操る者）
派手な攻撃魔法や、自然現象を操る術を使う、いわゆる魔法使いクラス。
ホーキポーキ Hokeypokey（奇術を披露する者）
器用かつ俊敏なクラスであり、育て方で盗賊系、学者系、シューター系に成りうる。様々な錬金術（錬金プレイング、量産錬金）を行うことができ、アイディア次第で様々なアイテムを作ることができる。

## キャラクター種族
人間(Human)
いわゆる人間。全てのクラスに適合し、これといった得意不得意がない。
フィルボルグス(Firbolgs)
身長2ｍ前後の大柄な妖精族、いわゆる巨人。力が強くタフな半面、器用さや敏捷さに劣る。頭脳労働にも向いていない。天分次第でクラス「ヴォルセルク」「エンダール」を選択できる。
パラ(Para)
人間の子供のような姿の、身長130cmほどの妖精族。手先が器用で身のこなしが素早いが、体力では劣り、難しい事を考えるのも苦手である。人心を惑わすモンスターの特殊能力「欲望」に対する耐性をもつ。天分次第でクラス「エンダール」「パドマ」「ホーキポーキ」を選択できる。
ライトエルフ(Lightelf)
細身色白、尖った耳と端正な容姿、高い知性をもった妖精族。体力は低いものの、魔法との親和性が高い。人間のおよそ3倍の長寿を誇る。天分次第で、クラス「エンダール」「パドマ」「ホーキポーキ」を選択できる。
ドワーフ(Dwarf)
伝統を重視し生真面目な、身長150cmほどの妖精族。体毛（特に髭）が濃く、最長50cmにもなる髭は種族としての誇り。女性もおしゃれを楽しむように髭を編みあげたりしている。人間に匹敵する知性と体力に加え、優れた手先の器用さを持つ。天分次第で、クラス「ヴォルセルク」「エンダール」「ホーキポーキ」を選択できる。
ケットシー(Caitsith)
直立歩行する猫に似た、身長120cmほどの妖精族。鋭敏さと感覚力に優れ、猫のように夜目が利き、優れたジャンプ力・着地力を持つ。また、妖精のいたずら魔法（joke magic）を使いこなす。知性はあまり高くなく集中力に欠ける。人間の子供に変身できるが、耳と尻尾は猫のままである。天分次第で、クラス「エンダール」「パドマ」を選択できる。
メロウ(Merrow)
上半身が人間で下半身が魚の妖精族。いわゆる人魚。水中で自由自在に活動できる上、人間に変身して地上でも活動できる。天分次第で、クラス「ヴォルセルク」「エンダール」「パドマ」を選択できる。
ハーフエルフ(Half-elf)
2014年7月に追加された種族。人間とライトエルフの間に生まれた、身長170cmほどの妖精族。人間とライトエルフの中間的な体格、やや尖った耳、オッドアイ、人間のような髪と肌を持つ。男性には髭も生える。能力的には優れているものの、呪われた血と揶揄される。実際、女神の加護が弱く、呪い系のアイテムに強いという特徴がある。